# Massacre de Bourj Hammoud
Le massacre de Bourj Hammoud est le nom donné à un braquage sanglant perpétré dans le quartier de Bourj Hammoud, au Liban en 1985.
L'attaque d'un atelier de bijouterie coûta la vie à cinq personnes. Les trois auteurs de ce crime furent arrêtés par la police libanaise, puis jugés et condamnés à  mort. Ils réussirent à s’enfuir de leur prison et leurs traces furent perdues. Ils ont été repérés 3 décennies plus tard, à Vienne (Autriche), par les familles des victimes.

## Le massacre
Le  28 mars 1985, dans le quartier de Bourj Hammoud, dans la banlieue de Beyrouth, un atelier de bijouterie fut l’objet d’une attaque à main armée pour vol. Les criminels abattirent de sang-froid les cinq personnes qui se trouvaient dans l’atelier. Ils dérobèrent ensuite les bijoux, qui furent évalués à quelque vingt millions de livres libanaises, et prirent la fuite.
Les victimes de la tuerie sont le propriétaire de la bijouterie : Hrant Kurkdjian (60 ans), connu dans le milieu des bijoutiers sous le nom de Loulou Hrant, et ses quatre employés, Hani Zammar (28 ans), Maria Hanna Mikhayel (32 ans), Khatoun Tekeyian (27 ans) et Avedik  Boyadjian (60 ans).
La police découvrit les cinq corps gisant dans un bain de sang. Ce crime eut un retentissement important et fut intitulé dans les médias : le massacre de Bourj Hammoud. Il fut présenté comme le crime crapuleux le plus meurtrier de l’histoire du crime au Liban.

## Les  criminels et leur arrestation
Les soupçons de la police se tournèrent vers trois frères, employés de la bijouterie. Ils étaient des collaborateurs du propriétaire de la bijouterie : Hrant Kurkdjian. Ils préparaient sur commande des bijoux dans leur propre atelier.
Le butin retrouvé durant l’enquête dans l’appartement de Raffi Nahabedian, des témoignages de voisins et la confession des trois frères  durant les interrogatoires prouvèrent que les malfaiteurs Panos, Raffi et Hratch Nahabedian avaient planifié l’attaque pour dévaliser la bijouterie. Ils admirent clairement avoir abusé de la confiance de Hrant Kurkdjian et de ses employés pour entrer dans la bijouterie pourtant équipée d’une porte électrique, sans éveiller aucun soupçon. Ils étaient très bien connus du directeur de la bijouterie et des quatre autres victimes. L’employé qui a ouvert la porte n'imaginait pas qu’il faisait entrer dans l’atelier des assassins.
Quinze jours après le crime, les forces de police arrêtèrent deux d'entre eux : Raffi Assadour Nahabedian (25 ans) et Panos Assadour Nahabadian (27 ans). Le butin fut retrouvé, caché dans l’appartement de Raffi Assadour Nahabedian, soit : 3 172 grammes d’or de 18 carats, 495 grammes de diamants (2 400 carats), 3 244 dollars US et des pierres précieuses pour une valeur de 700 000 dollars US. Le butin fut évalué à 20 millions de livres libanaises. Les deux inculpés furent interrogés par le procureur général du Mont-Liban, Maurice Khawam, et avouèrent leur crime. Ils avaient mis les bijoux dans des sacs, et s’apprêtaient à quitter le  Liban vers l’Europe,.
Le 17 avril, le troisième criminel, Hratch Assadour Nahabedian, fut à son tour arrêté sur mandat d'Interpol à l’aéroport international de Larnaca à Chypre alors qu'il comptait lui aussi s’enfuir vers l’Europe. Il fut extradé vers le Liban.
Les trois frères reconnurent avoir tué tous ceux qui se trouvaient dans la bijouterie afin d'anéantir toute trace et tout témoignage contre eux. Ils ne voulaient pas laisser derrière eux des témoins susceptibles de les reconnaître. Hratch Nahabedian admit avoir tiré tout seul sur les cinq personnes avec un revolver muni d'un silencieux. Fin avril 1985, l'affaire a été transférée au tribunal militaire libanais, l'un des meurtriers étant un militaire des Forces armées libanaises.

## Inculpation de Raphaël Boghossian, partenaire de Kurkdjian
Plus tard, les 3 frères Nahabedian ont accusé le partenaire de Kurkdjian, le célèbre homme d'affaires nommé Raphaël Boghossian (1925-2012), d'avoir comploté pour les pousser à voler et tuer son propre partenaire. Raphaël Boghossian qui est le père d'Albert et Jean Boghossian propriétaires de la Villa Empain à Bruxelles, beau-père de l'ex-ministre libanais de la Culture Ghassan Salamé, et grand-père de la célèbre présentatrice de télévision française Léa Salamé, a été arrêté le 5 août 1985  et emprisonné. Les criminels ont réussi à enregistrer certaines de ses paroles, qu'ils ont utilisées plus tard pour lui extorquer de l'argent. Raphaël Boghossian a passé 40 jours en prison. Il a été défendu par l'éminent avocat libanais Nasri Maalouf et a été libéré après avoir payé une caution de 3 millions de livres libanaises. Ce montant était considéré comme la caution la plus élevée jamais versée dans l'histoire du Liban .

## Évasion et condamnation par contumace
Avant que le verdict soit rendu contre les trois frères, Panos, Raffi et Hratch Nahabedian réussirent en 1988, dans des conditions  mystérieuses, à s'évader de la prison de Roumieh où ils étaient détenus depuis 1985 . Les autorités prétendirent qu'ils s'étaient évadés par la fenêtre au moyen de draps noués ; les familles des victimes pensent plutôt qu'ils avaient acheté leurs gardiens en profitant de la corruption endémique au Liban. Leurs traces furent perdues.
Le tribunal libanais, en date du 10 décembre 1994, condamna en  leur  absence, chacun des trois criminels Panos, Raffi et Hratch Nahabedian à la  peine de mort, qui fut commuée par la loi 84/91 à de la prison à vie avec travaux forcés. Ce verdict ne fut pas exécuté à cause de la fuite des condamnés. Le Tribunal a déclaré Raphaël Boghossian non coupable, les preuves fournies par les 3 criminels n'étant pas suffisantes pour le condamner.
Plus tard, un mendat d'arrêt international d'Interpol, Notice rouge, était émis aux noms des assassins en fuite. 

## Révélations en 2019
En décembre 2019, une enquête publiée par le quotidien espagnol El Mundo révèle l'issue de l'affaire . Les trois évadés avaient refait leur vie sous de fausses identités à Vienne (Autriche) où ils tenaient une boutique de joaillerie dans la rue Führichgasse et avaient obtenu la nationalité autrichienne. La boutique traite avec des clients célèbres comme Albert II (prince de Monaco), Beyoncé, Melanie Griffith, Ekaterina, l'épouse du milliardaire Michael Mucha, la mannequin allemande Angelina Kirsch, la violoniste autrichienne Lidia Baich, l'écrivaine somalienne Waris Dirie, la danseuse géorgienne Katevan Papava et une bonne partie des chanteuses de l'Opéra d'État de Vienne . Raffi, mort le 12 décembre 2012, est enterré dans un cimetière viennois sous le nom de Haroutyoun Dayan. Il paraît que la police viennoise connaissait la véritable identité d'au moins un des trois frères depuis 2016 mais n'y avait pas donné suite, à cause de l'absence d'accords d'extradition entre l'Autriche et le Liban . En 2020, l'hebdomadaire autrichien profil, a interviewé l'un des frères, qui a admis être présent dans la bijouterie le jour du crime, mais a nié être le tueur des 5 personnes ,,. Les familles des victimes unissent leurs forces pour arrêter les auteurs. Ils ont engagé un avocat à Vienne : l'ancien procureur général Norbert Haslhofer qui donne à l'enquête une tournure décisive. Elles envisagent de poursuivre les poursuites judiciaires contre les deux frères réclamant  leur déchéance de nationalité autrichienne.
Elles ont déclaré avoir reçu des menaces.
En Mai 2022, une pétition a été créée adressée aux ministres autrichiens de l'Intérieur Mag.Gerhard Karner et de la Justice Dr. Alma Zadić.
Le journal autrichien Falter et ABC Australia ont publié en mai et juillet 2022 des articles révélant que la citoyenneté autrichienne d'au moins un des meurtriers, Panos Nahabedian, connu en Autriche sous le nom de George Mazbanian, avait été annulée. Panos a été déchu de sa nationalité en raison de fausses déclarations et de son entrée sur le territoire autrichien avec un passeport de femme,,.
En 2024, deux autres articles ont vu le jour dans Die Zeit, le quotidien Allemand, et Stern (magazine), le magazine allemand où la déchéance de nationalité de Hratch Nahabedian était également confirmée.    

## Famille de la victime
Hrant Kurkdjian, né de parents arméniens en Syrie et établi de longue date au Liban, avait l'intention de partir à Nice en France avec sa famille pour échapper à la guerre civile qui ravageait le pays ; la mort ne lui permit pas de réaliser ce projet. Il laissait deux enfants âgés de 12 et 16 ans. Sa fille, Annie Kurkdjian, née en 1972, mettra longtemps à se remettre du traumatisme de ce meurtre. Après des études de psychologie et un stage à l'hôpital psychiatrique de la Croix à Jal el Dib, elle découvre sa vocation pour la peinture qui lui permet enfin d'exprimer ses émotions enfouies.